# Roeselare
Roeselare (francès Roulers) és un municipi belga de la província de Flandes Occidental a la regió de Flandes, regat pel Mandel.

## Seccions
| #        | Nom                                     | Superfície (km²) | Població (2007) |
| -------- | --------------------------------------- | ---------------- | --------------- |
| I        | Roeselare                               | 23,94            | 37.127          |
| II       | Beveren                                 | 10,59            | 5.615           |
| III V VI | Rumbeke - Rumbeke - Zilverberg - Beitem | 19,91            | 11.764          |
| IV       | Oekene                                  | 5,35             | 1.758           |

Font: Roeselare

## Localització

Mapa de Roeselare

| - a. Oostnieuwkerke (Staden) - b. Hooglede - c. Gits (Hooglede) - d. Lichtervelde - e. Koolskamp (Ardooie) - f. Ardooie, - g. Kachtem (Izegem) - h. Izegem - i. Sint-Eloois-Winkel (Ledegem) - j. Rollegem-Kapelle (Ledegem) - k. Ledegem - l. Moorslede - m. Passendale (Zonnebeke) |

## Burgmestres de Roeselare
| Nom                   | Vida      | Mandat    | Duració | Edat d'inici del mandat |
| --------------------- | --------- | --------- | ------- | ----------------------- |
| Karel De Brouckere    | 1797-1850 | 1830-1846 | 16      | 33                      |
| Jacob Vermander       | 1774-1852 | 1847-1852 | 5       | 73                      |
| Mansueet Spillebout   | 1777-1860 | 1852-1860 | 8       | 74                      |
| Constant Dubois       | 1796-1870 | 1860-1870 | 9       | 64                      |
| Jan Mahieu-Carpentier | 1813-1886 | 1870-1886 | 16      | 57                      |
| Hippoliet Spillebout  | 1835-1912 | 1886-1907 | 21      | 51                      |
| Jan Mahieu Liebaert   | 1874-1947 | 1908-1946 | 38      | 34                      |
| Jozef De Nolf         | 1890-1979 | 1947-1965 | 18      | 57                      |
| Robert De Man         | 1900-1978 | 1965-1976 | 12      | 65                      |
| Albert Biesbrouck     | 1917-1981 | 1976-1981 | 4       | 59                      |
| Daniël Denys          | 1938-2008 | 1981-2005 | 24      | 43                      |
| Luc Martens           | 1946-     | 2005-     | -       | 59                      |

## Persones il·lustres
- Odiel Defraeye, ciclista.
- Guido Gezelle, escriptor.
- Freddy Maertens, ciclista.
- Valère Ollivier, ciclista.
- Albrecht Rodenbach, escriptor.
- Roger Vangheluwe, bisbe pedòfil